# Secure Pack Rus
Secure Pack Rus — программный пакет, который реализует российские механизмы шифрования и защиты операционной системы Windows. Windows XP SP2 и Windows Server 2003 SP1 с установленным Secure Pack Rus сертифицированы ФСБ России для уровня защиты КС2.

## Использование
Операционная система Windows XP с установленным пакетом Secure Pack Rus удовлетворяет требованиям российского законодательства по защите автоматизированных информационных систем для обработки персональных данных, она аттестована по классу АК2 в классификации ФСБ РФ. В частности, она может использоваться для обработки медицинских персональных данных и других персональных данных четвёртой категории.

## Описание программы
Программный пакет Secure Pack Rus предназначен для защиты от несанкционированного доступа (НСД) к автоматизированным информационным системам, построенным на основе локальных вычислительных сетей и состоящих из серверов с ОС Microsoft Windows Server 2003 Enterprise Edition и автоматизированных рабочих мест с ОС Microsoft Windows XP Professional.
Secure Pack Rus интегрируется в систему Windows как её часть и базируется на документированных механизмах защиты информации операционной системы, что обеспечивает высокую устойчивость работы и совместимость с другими программами. Программный пакет Secure Pack Rus не нарушает исходную функциональность ОС Windows XP/Server 2003 и приложений.
Secure Pack Rus обеспечивает информационную защиту автоматизированных информационных систем в соответствии с требованиями ФСБ России к защите информации, не содержащей сведений, составляющих государственную тайну, по уровням АК1, АК2 или АК3 в зависимости от версии программного пакета и варианта исполнения.
Для обеспечения требуемого уровня защиты Secure Pack Rus работает совместно с криптопровайдером КриптоПро CSP, который реализует российские алгоритмы шифрования.
Secure Pack Rus входит в состав систем защиты информации органов государственной власти России. Например, в соответствие с Распоряжением Правительства Российской Федерации от 2 октября 2009 г. № 1403-р, Secure Pack Rus входит в состав программного обеспечения автоматизированного рабочего места шлюза системы межведомственного электронного документооборота федеральных органов исполнительной власти.